# Кахконг (провинция)
Кахко́нг (кхмер. ខេត្តកោះកុង) — провинция на юго-западе Камбоджи. Административный центр — Кхемаракпхуминвиль.

## География
Будучи удалённой провинцией на юго-западе страны, Кахконг обладает длинной береговой линией, а большую часть территории занимают горы Кравань, покрытые лесом; многие места достаточно труднодоступны. Часть территории провинции занимает национальный парк Кириром. В Кахконг часто приезжают из Таиланда для того, чтобы поиграть в казино, или полюбоваться природой и водопадами. В Кахконге развивается инфраструктура морского торгового порта и экспортной зоны. К Кохконгу административно относится крупнейший остров Камбоджи — Конг.

## Административное деление
Провинция подразделяется на 8 округов:
| Код по ISO | Рус.          | Кхмерск. | Лат.            |
| ---------- | ------------- | -------- | --------------- |
| 0901       | Ботум Сакор   | បូទុមសាគរ   | Botum Sakor     |
| 0902       | Кири Сакор    | គីរីសាគរ    | Kiri Sakor      |
| 0903       | Кахконг       | កោះកុង      | Koh Kong        |
| 0904       | Смач Меан Чей | ស្មាច់មានជ័យ  | Smach Mean Chey |
| 0905       | Мондол Сеима  | មណ្ឌលសីម៉ា   | Mondol Seima    |
| 0906       | Срае Амбел    | ស្រែអំបិល    | Srae Ambel      |
| 0907       | Тхма Банг     | ថ្មបាំង     | Thma Bang       |
| 0908       | Кампонг Сеила | កំពង់សីលា    | Kampong Seila   |

## Транспорт и пограничный переход

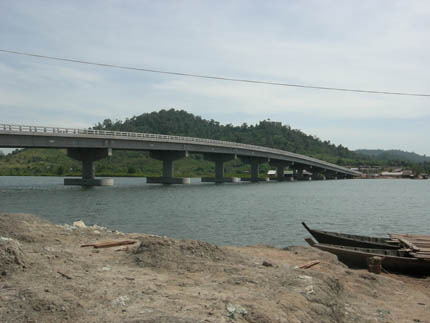
Новый мост в провинции Кахконг (декабрь 2007 года)

Провинция набирает популярность как транзитный пункт на пути в Камбоджу из Восточного Таиланда (Трат), в первую очередь из-за удобного сообщения с портом и пляжным курортом Сиануквиль. Пограничный переход находится в 14 км к западу от города Кахконг.
Кахконг получил хорошее сообщение с остальной страной, когда в 2007 году была закончена реконструкция Национальной дороги № 48 от Кахконга до Сраеамбеля (на дороге из Пномпеня в Сиануквиль), в том числе построены 4 моста в мае 2008 года — подарок таиландского правительства Камбодже.